# Harzberg (Hausham)
Harzberg ist ein Gemeindeteil von Hausham im oberbayerischen Landkreis Miesbach.

## Ortsbeschreibung
Die Einöde Harzberg liegt zwischen Hausruck und Ober-Bodenrain.

## Bevölkerungsentwicklung
Um 1871 lebten in Harzberg vier Einwohner. Um 1950 stieg die Bevölkerungszahl auf sieben Einwohner und sank um 1970 auf einen Einwohner. Im Mai 1987 gab es vier Einwohner in einem Wohngebäude.
| Jahr      | 1871 | 1925 | 1950 | 1970 | 1987 |
| Einwohner | 4    | 6    | 7    | 1    | 4    |